# Tendance de surface
En analyse spatiale ou en fouille de données spatiales, la tendance de surface, ou tendance spatiale, est le phénomène de changement d'un ou plusieurs attributs non spatiaux lorsqu'on s'éloigne d'un point d'observation initial.